# Carrie Stevens Walter

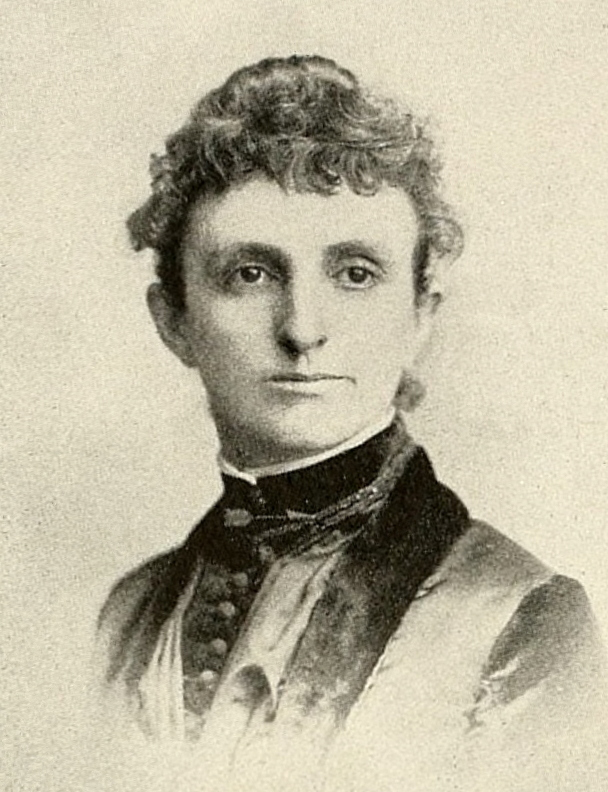
Carrie Stevens Walter

Carrie Stevens Walter (ur. 1846, zm. 1907) – poetka amerykańska. Pochodziła z Montany. Urodziła się w Savannah 27 kwietnia 1846. Kiedy miała dziesięć lat, wyjechała z rodzicami nad Pacyfik. Ukończyła Oakland Seminary jako absolwentka pierwszego rocznika tej instytucji. Została nauczycielką. Pracowała w zawodzie przez dwadzieścia lat. Potem poświęciła się literaturze. Przeszła na katolicyzm. Mieszkała w Santa Clara County. Wydała między innymi An Idyl of Santa Barbara (1886) i Rose-ashes, and Other Poems (1907).